# Mire que es lindo mi país
Mire que es lindo mi país es una película de Argentina filmada en Eastmancolor dirigida por Rubén W. Cavallotti sobre el guion de Ariel Cortazzo que se estrenó el 5 de noviembre de 1981 y tuvo como actores principales a Atahualpa Yupanqui,  Ariel Ramírez, Eduardo Falú y Ramona Galarza.
Con frecuencia se la menciona erróneamente como Mire qué lindo es mi país.

## Sinopsis
Muestrario de diversas canciones folklóricas interpretadas por conocidas figuras del género.

## Reparto
Participaron del filme los siguientes intérpretes:
- Atahualpa Yupanqui
- Ariel Ramírez
- Eduardo Falú
- Ramona Galarza
- Los Cuatro de Córdoba
- Los Visconti
- Luis Landriscina
- Julio Maharbiz
- Los del Suquía
- María Ofelia
- Argentino Luna
- Los Hermanos Barrios
- Daniel Altamirano
- Los Hermanos Cuestas
- Los Indios Tacunau
- Oviedo, el gordo
- Juan Carlos Saravia …Grupo "Los Chalchaleros"
- Facundo Saravia … "Los Chalchaleros"
- Polo Román …Grupo "Los Chalchaleros"
- Pancho Figueroa …Grupo "Los Chalchaleros"
- Raúl Barboza

## Comentarios
Daniel López en Convicción escribió:

«El resultado es esencialmente tedioso, por cuanto el director y el guionista anduvieron esquivándole al talento cuanto han podido.»

La Prensa escribió:

«Las canciones y el turismo local.»

Clarín dijo:

«Se enriquece con la fecunda participación del impar Atahualpa Yupanqui.»

Manrupe y Portela escriben:

«Se aprovecha el marco de Cosquín '81 y la reunión de las figuras de la música folklórica para una poco innovadora película de cantantes y paisajes típicos.»

El suplemento Radar de Página/12 consideró en 2006:

«A pesar de las nobles intenciones de algunos de sus cultores —como Atahualpa Yupanqui y Eduardo Falú, entreverados aquí con el nefasto Argentino Luna—, este musical delata la afinidad entre el discurso tradicionalista y la ideología reaccionaria de la época. Su director [Cavallotti] llegó a dirigir entre 1995 y 1997 la Escuela de Cine del Instituto, que en ese momento estaba intervenido por Julio Márbiz (sic), "presentador" del film.»